# USS Long Beach (CGN-9)
«Лонг-Біч» (CLGN-160 / CGN-160 / CGN-9) був атомним ракетним крейсером у військово-морському флоті Сполучених Штатів і першим у світі атомним надводним кораблем. Це третій корабель флоту США, названий на честь міста Лонг-Біч, Каліфорнія. 
Він був єдиним представником типу "Long Beach", а також останнім крейсером, побудованим для флоту Сполучених Штатів за конструкцією крейсера; всі конструкції наступних типів крейсерів передбачали збільшені корпуси есмінців (і спочатку ці крейсери класифікувалися як лідери есмінців) або, у випадку типу Олбані, були результатом модифікації  вже наявних крейсерів. [джерело?]

## Історія створення
«Лонг-Біч» був закладений 2 грудня 1957 року, спущений на воду 14 липня 1959 року і введений в експлуатацію 9 вересня 1961 року під командуванням Евгена Паркса Вілкінсона (Eugene Parks Wilkinson), який раніше обіймав посаду першого командира першого у світі атомного підводного човна «Наутілус». Він ходив у походи до  В'єтнаму під час війни там і кілька разів служив у західній частині Тихого океану, Індійському океані та Перській затоці. В 1990-ті ядерна енергетична установка  була визнана занадто дорогою для використання на надводних кораблях, менших, ніж авіаносець, а  після закінчення Холодної війни відбулися значні  скорочення бюджету на оборону. Тому «Лонг-Біч» був списаний 1 травня 1995 року замість здійснення третьої заправки його реактора ядерним паливом. Те, що залишилося від корпусу після демонтажу надбудови та ядерного реактора, було продано на обрухт у 2012 році.

## Конструкція
Спочатку «Лонг-Біч» планувалося побудувати у розмірах фрегата (за американською класифікацією, фактично це були лідери есмінців). Проте через потребу у просторі для розміщення систем озброєння, зокрема  крилатих ракет «Регулус» та  127 міліметрових корабельних гармат, корабель було перепроектовано у корпусі крейсера, що вивільнило простір за надбудовую для розміщення крилатих ракет "Регулус"/"Поларіс". «Лонг-Біч» був останнім крейсером побудований за стандартною конструкцією корпусу крейсера часів Другої світової війни.